# 1914 Hartbeespoortdam
1914 Hartbeespoortdam је астероид главног астероидног појаса чија средња удаљеност од Сунца износи 2,404 астрономских јединица (АЈ).
Апсолутна магнитуда астероида је 12,4.